# Edna Anhalt
Pour les articles homonymes, voir Anhalt.
Edna Anhalt est une scénariste américaine née le 10 avril 1914 à New York (État de New York) et morte en 1987.

## Biographie
Edna Anhalt a formé avec son mari Edward Anhalt une équipe de scénaristes jusqu'à leur divorce en 1957.

## Distinctions

### Récompenses
- Oscars du cinéma 1951 : Oscar de la meilleure histoire originale pour Panique dans la rue, conjointement avec son mari Edward Anhalt

### Nominations
- Oscars du cinéma 1953 : Oscar de la meilleure histoire originale pour L'Homme à l'affût, conjointement avec son mari Edward Anhalt